# トラベル探偵シリーズ
『トラベル探偵シリーズ』（トラベルたんていシリーズ）は、1988年から1993年までテレビ朝日系「土曜ワイド劇場」で放送されたテレビドラマシリーズ。全3回。主演は榊原郁恵。

## キャスト

### 主要人物
朝倉麻里子（第1作） → 朝加マリ子（第2作） → 羽田マリ子（第3作）
演 - 榊原郁恵
「遊芸書房」記者。
徳永直一（第1作） → 徳川直（第2作） → 坂上尚庵（第3作）
演 - 石橋蓮司
たかしの友人。超自然現象研究家（第2作） → 僧（第3作）。
羽塚たかし（第1作） → 羽田たかし（第2作・第3作）
演 - 古尾谷雅人
マリ子（麻里子）の恋人（第1作・第2作） → 夫（第3作）。大学講師。

### ゲスト
第1作「津軽神話殺人事件」（1988年）
- 宗像美千代（安東村の村役場勤務） - 芦川よしみ
- ササイ（安東村の助役） - 鈴木ヒロミツ
- 宗像勝義（美千代の父・安東村の村長） - 小松方正
- 新畑（安東村の前村長） - 深江章喜
- 宗像ヨシオ（美千代の叔父） - 小島三児
- 春山キク（小料理屋の経営者） - 五月みどり
- 新畑昭太（安東村の前村長の息子） - 新藤栄作
- 山口仁、井上三千男、海一生、井原啓介、中真千子、押川英俊、田浦智之、岡本達哉、瀬山修、皆川衆、田辺洋行、大道寺英樹、城谷光俊、芹沢衿奈、山川弘乃、千葉茂、野津こうへい、須藤隆史

第2作「隅田川怪奇連続殺人」（1990年）
- 福子 - 五月みどり
- 三上真一 - 北詰友樹
- 鈴木（刑事） - 鈴木ヒロミツ
- 小山友子（バスのサービス係） - 西端弥生
- 田中浩、矢田裕貴、井原啓介、長谷川弘、池上真知、榎谷曜子、川上久枝、田村亜耶、山口夏穂、田辺洋行、沼田爆、松竹梅、森塚敏、歌澤寅右衛門、今井和子、村田則男、平野朝子、近田和生、咲野俊介、檀臣幸、山本与志恵、久松夕子、中西浩紀

第3作「化粧坂連続殺人事件」（1993年）
- 高木典子（滝沢の養女・鎌倉彫作家） - 墨田ユキ
- 女の幽霊 - 墨田ユキ
- 長山（警部・羽田の知人） - 鈴木ヒロミツ
- 克美一朗（イベントプロデューサー） - 中原丈雄
- 水上晶子（スナック経営者） - 山村美智子
- 諏訪の宮司 - 江藤漢
- 滝沢（詐欺被害者・10年前に自殺） - 小野泰次郎
- 香坂（被害者・古美術商経営者） - 阿部六郎
- 古本屋店主 - 田辺博之
- 井上（香坂殺害の参考人） - 橋本春彦
- 羽田敏子（マリ子の母） - 林美智子
- 坂井順子、柳沢美貴、氷室由季、角谷友紀、平尾良樹、宮田雅子、佐野裕美、鬼塚康江、三上伸治

## スタッフ
- 原作 - 風見潤『津軽神話殺人事件』（第1作）
- 脚本 - 安本莞二
- 監督 - 小平裕、佐々木章光
- 音楽 - 甲斐正人
- プロデューサー - 小橋智子、本多勝也、辰野悦央、篠原茂、岡村道範
- 制作 - 朝日放送テレビ、テレパック

## 放送日程
| 回数 | 放送日         | タイトル                                                                   | 脚本     | 監督       |
| ---- | -------------- | -------------------------------------------------------------------------- | -------- | ---------- |
| 1    | 1988年10月15日 | 津軽神話殺人事件 湖畔の怪人! トラベル探偵みちのく婚前旅行 美女と埋蔵金は!? | 安本莞二 | 小平裕     |
| 2    | 1990年8月18日  | 隅田川怪奇連続殺人 トラベル探偵霊界巡りと露天風呂婚前旅行                  | 安本莞二 | 小平裕     |
| 3    | 1993年11月20日 | 化粧坂連続殺人事件 妖しい美女に秘められた古都鎌倉の謎に挑む新婚夫婦探偵    | 安本莞二 | 佐々木章光 |